# Al Gharbiyah
Al Gharbiyah (Gharbeya, Arabisch: الغربية, Nederlands: Westelijk) is een centraal-noordelijk gelegen Gouvernement van Egypte. Het is een kleine 2000 vierkante kilometer groot en telde eind 2006 ruim vier miljoen inwoners. De hoofdstad van het gouvernement is Tanta.

## Geboren
- Mohamed Salah (1992), voetballer

Ad Daqahliyah · Al Buhayrah · Alexandrië · Al Gharbiyah · Al Minufiyah · Al Qalyubiyah · Ash Sharqiyah · Assioet · Aswan · Beni Suef · Caïro · Damietta · Fajoem · Gizeh · Ismaïlia · Kafr el Sheikh· Luxor · Matruh  · Minya · Nieuwe Vallei · Noord-Sinaï · Port Said · Qina · Rode Zee · Suez · Suhaj  · Zuid-Sinaï